# طبقة التحكم بالربط المنطقي
طبقة التحكم بالربط المنطقي (بالإنجليزية: Logical Link Control  اختصاراً LLC)‏ طبقة مجردة فرعية تشكّل الجزء العلوي من طبقة ربط البيانات بحسب نموذج الاتصال المعياري (OSI). وتكون هذه الطبقة أعلى من طبقة التحكم بالوصول إلى الوسائط MAC. تشمل وظائف هذه الطبقة:
- 1.إدارة الإطارات إلى الطبقات العليا والدنيا
- 2.التحكم بالخطأ
- 3.التحكم بالتدفق

تعمل الطبقة الثانوية LLC مع طبقة النقل من خلال تزويد الاتصال بالخدمات. فهي تدير وتخلق خط الاتصال. وتنقل البيانات عن طريق عدد من الخدمات وهي:
- 1.connectionless services: الرسائل غير معترف بها من قبل جهاز الاستقبال مما يسرع عملية المعالجة. على الرغم من أن هذه العملية تبدو غير موثوق بها فهي شائعة الاستخدام في هذا المستوى وذلك لأن الطبقات الأعلى تستخدم فحص الأخطاء الخاص بها.
- 2.connection_orinted services : كل الرسائل يكون معترف بها.هذه الخدمة أبطأ من الخدمة السبقة لكنها أكثر وثوقية.